# Kościół Jezuitów w Solurze
Kościół Jezuitów – rzymskokatolicka świątynia w mieście Solura w Szwajcarii.
Budowę kościoła rozpoczęto w roku 1680, budowano go przez dziewięć lat. Zaprojektowany najprawdopodobniej przez jezuitę Heinricha Mayera. Świątynia miała propagować kontrreformację.
Świątynia barokowa, jednonawowa, długa na 40 metrów.

## Galeria

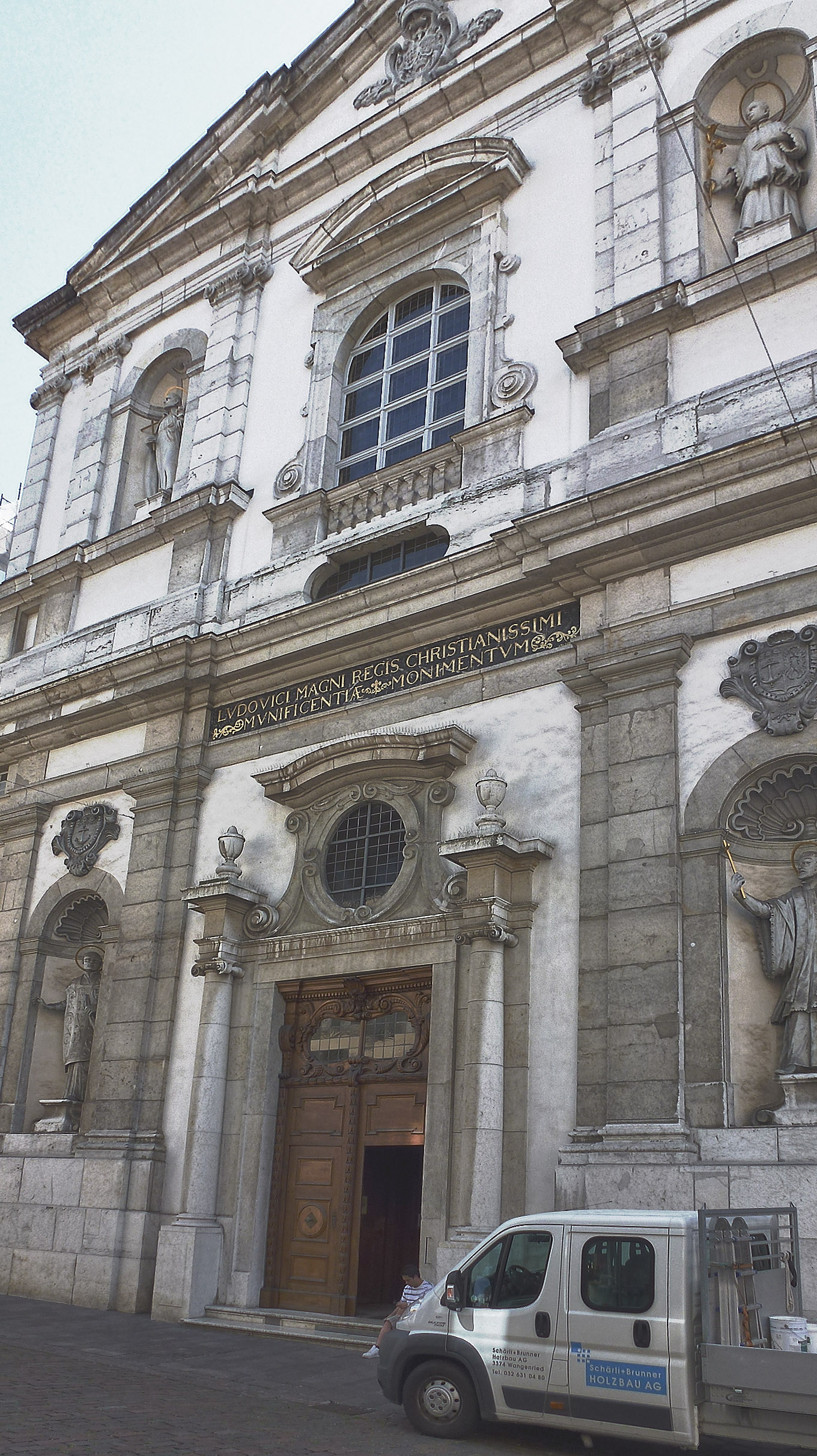
Fasada kościoła
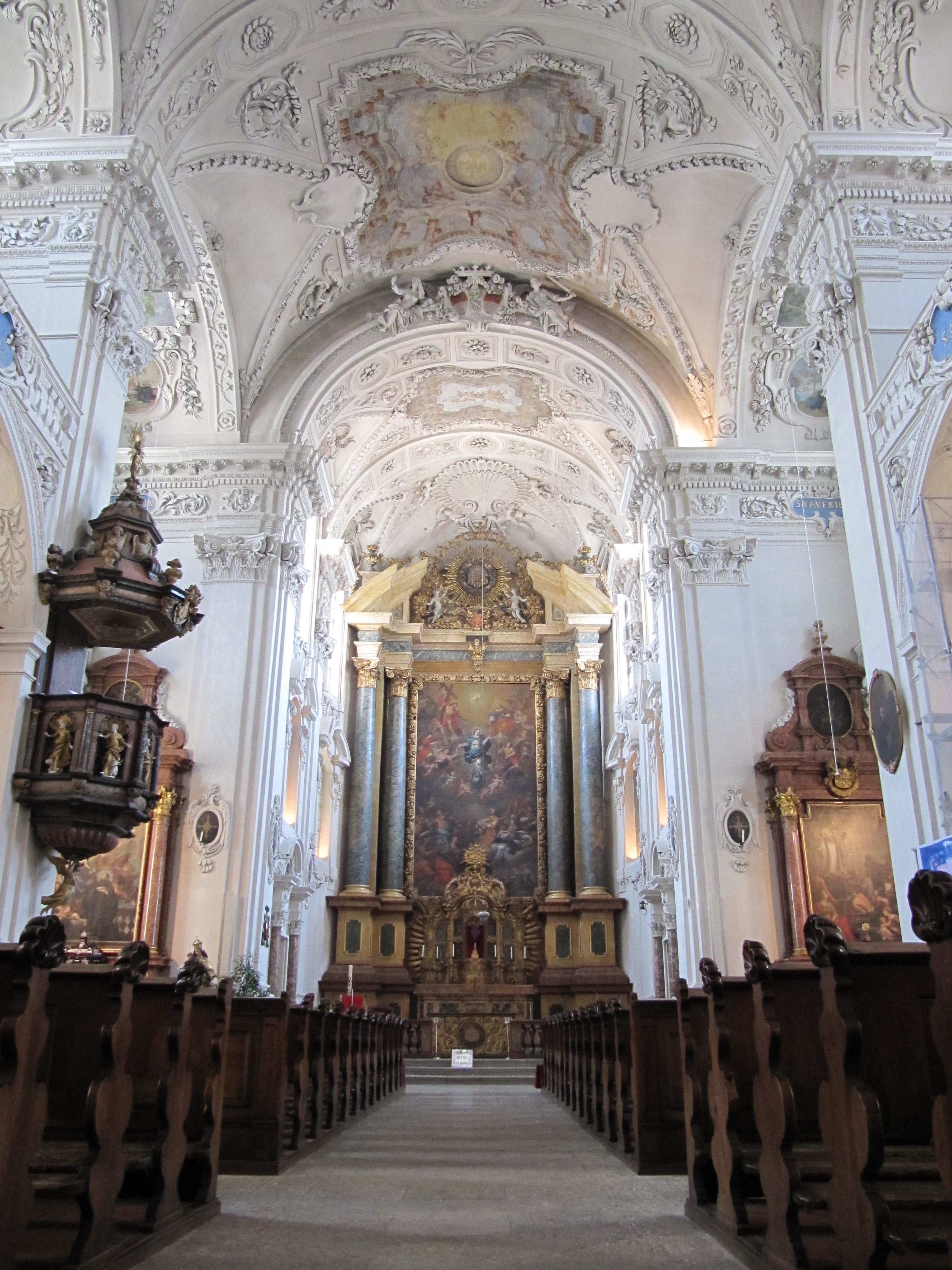
Nawa
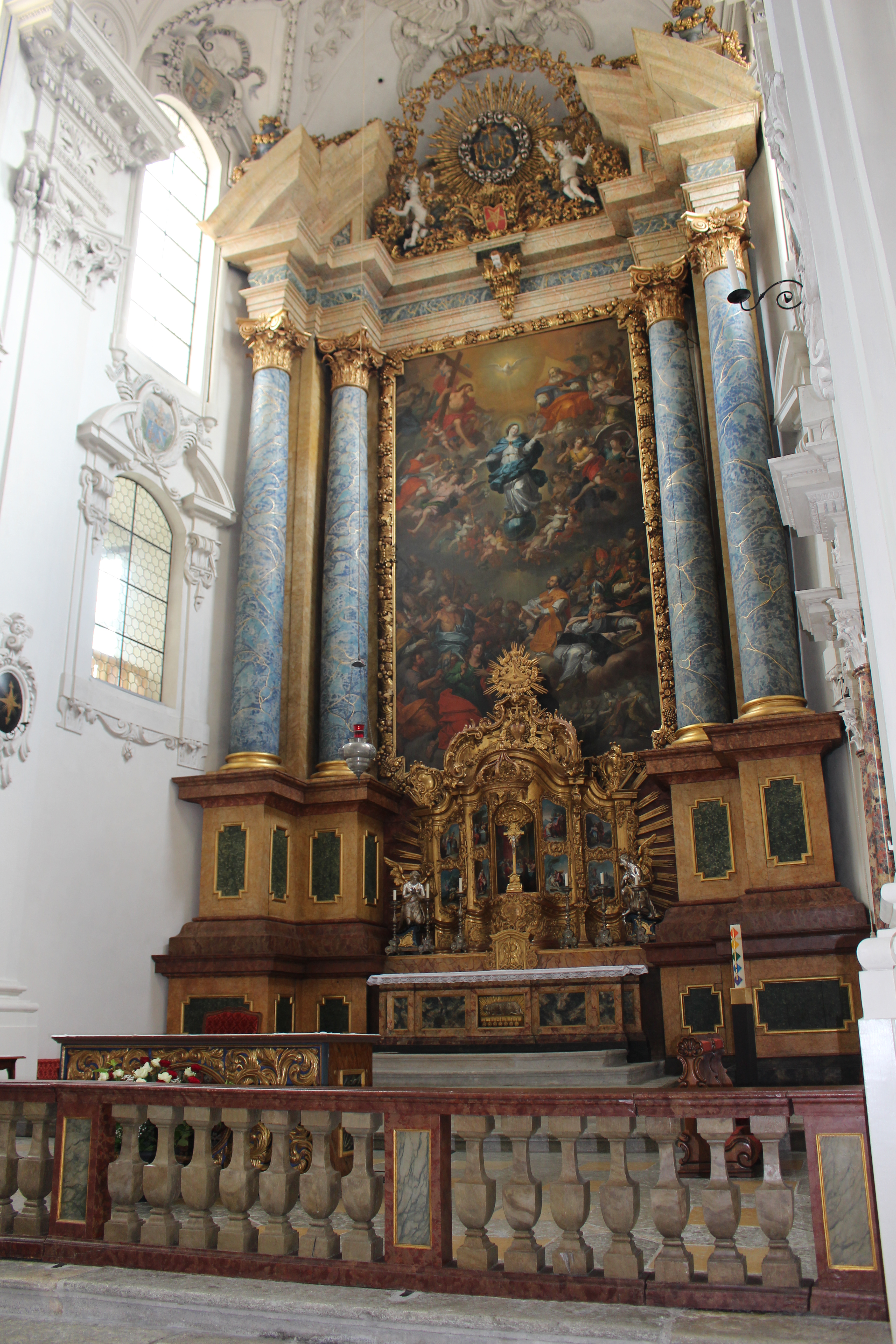
Ołtarz główny
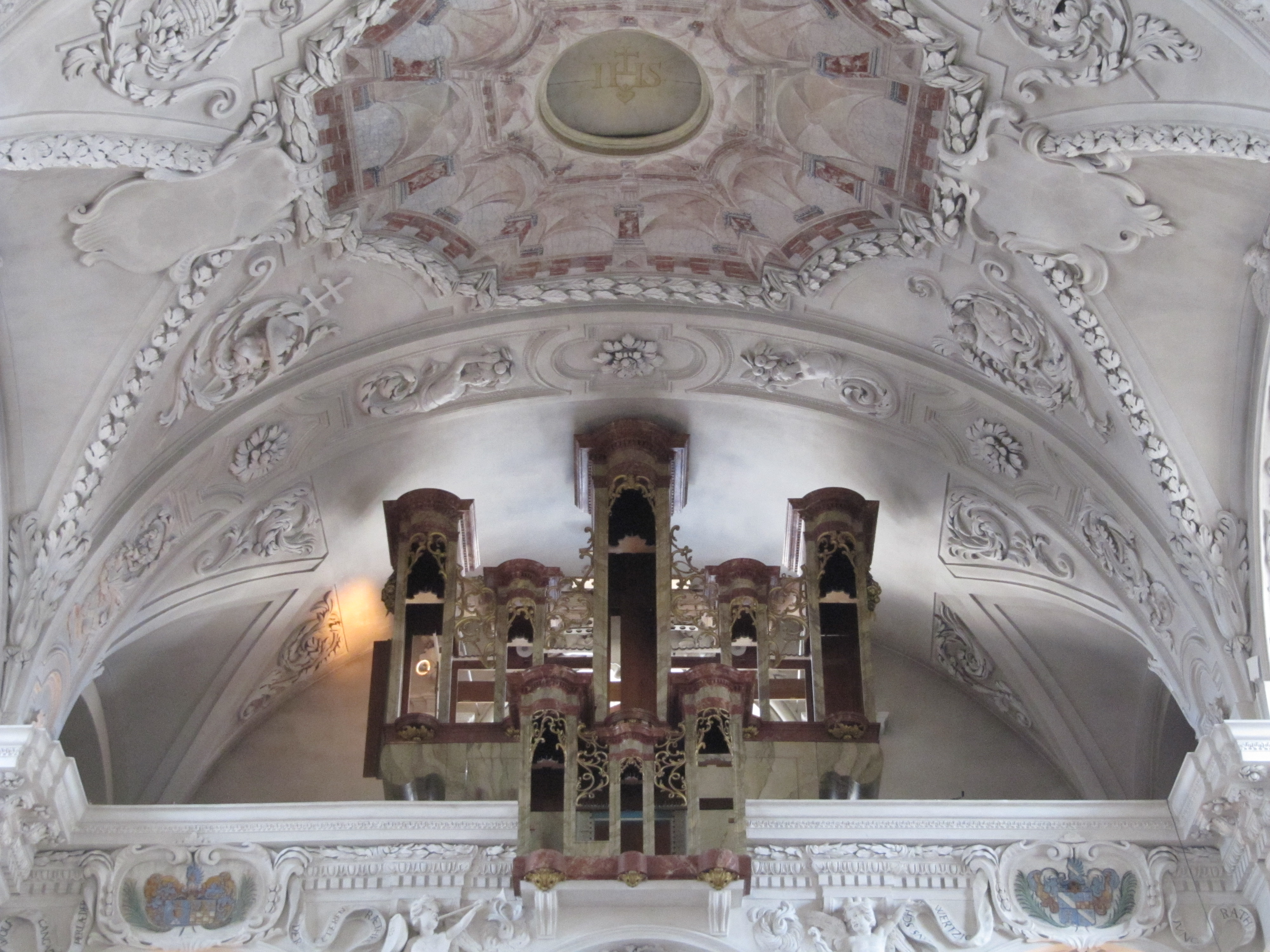
Organy
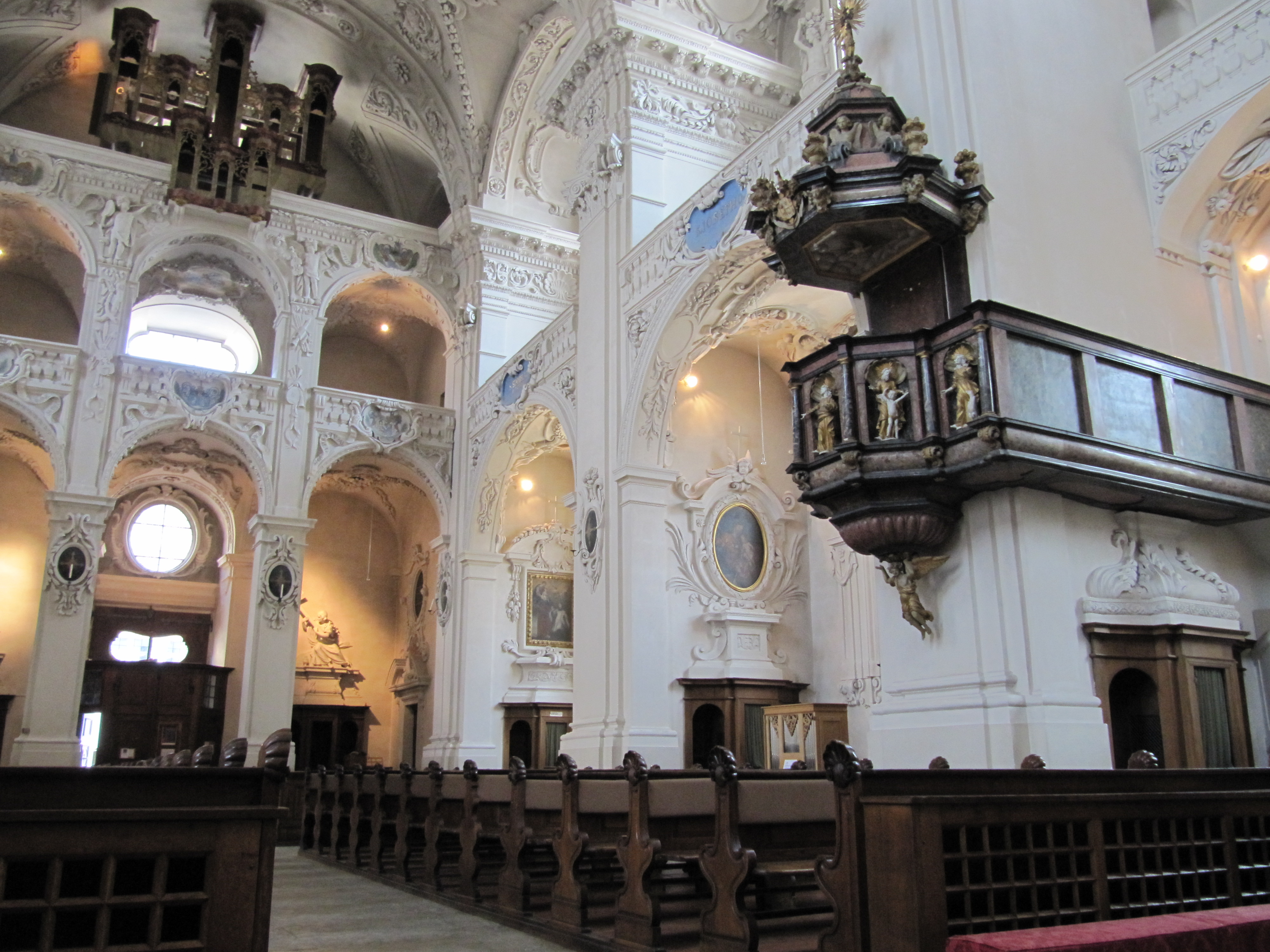
Ambona oraz widok na nawę
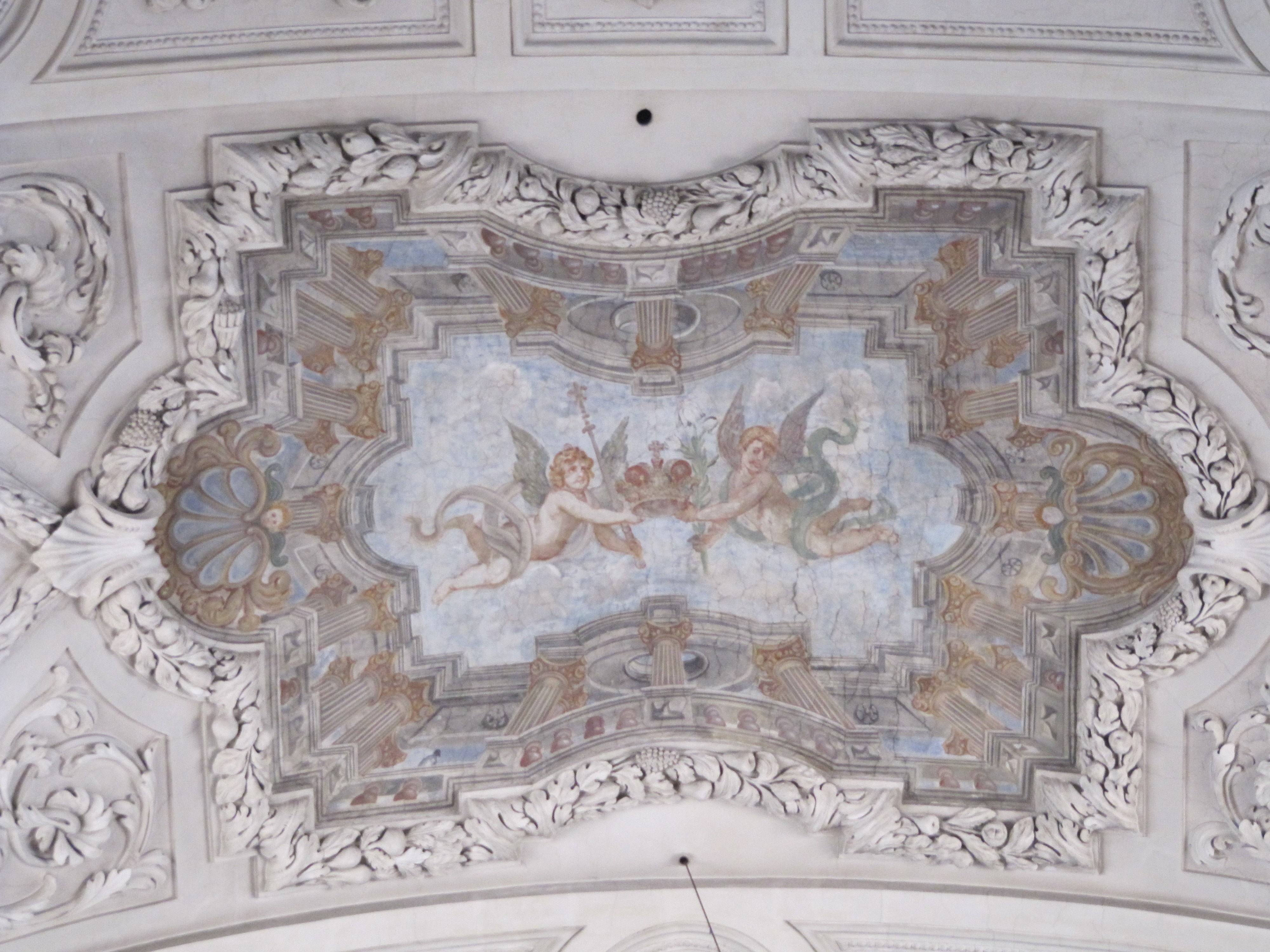
Sklepienie